# Puente de Lezíria
El puente de Lezíria es un puente portugués sobre el río Tajo y el río Sorraia. Se sitúa en la A10 (Bucelas - Benavente), conectando el Cargado, municipio de Alenquer, en la margen norte del río Tajo, con Benavente, en la margen sur, en una extensión de cerca de 12 km. Esta extensión lo hace el noveno puente más extenso del mundo y el tercero de Europa tras el puente Vasco da Gama en Lisboa y del puente de Crimea, en Rusia (inaugurado en 2018).
El Puente de Lezíria se sitúa en la zona envolvente al área Metropolitana de Lisboa, permitiendo a quien venga del norte en dirección a sur no tenga que pasar obligatoriamente por Lisboa.
El Puente de Lezíria tiene un perfil de 2x3 vías, y es concessionada en régimen de peaje, teniendo esta el valor en 2020 de 1,25 €. En este puente es también usado el sistema de cobro Vía verde, en que los portadores del sistema no tendrán que entrar por vías canalizadas, y en vez de eso, pasan por bajo de tres pórticos, siendo así el pago cobrado.
La inauguración fue a 8 de julio de 2007 con la presencia del primer-ministro José Sócrates, siguiéndose un arraial popular con José Cid y The Gift.

## Construcción
El Puente de la Lezíria fue construida por el emprendimiento empresario TACE. Este era constituido por las empresas portuguesas MSF - Moniz de Maia, Sierra y Fortunatos - Empreiteiros, SA; Bento Pedroso Construcciones, SA; Constructora del Tâmega, SA; Lena Construcciones, SA; Novopca, SA; y Zagope, SA.
La construcción del Puente de la Lezíria, con un coste de cerca de 220 millones de euros, fue realizada en 23 meses, habiendo sido utilizados 400 000 m³ de cemento, 45 000 toneladas de acero, 3000 toneladas de pre-esfuerzo y 52 300 miles de estacas. Fueron también necesarias a la construcción del Puente, más de 7 millones de horas de trabajo, siendo considerada por lo tanto, como la mayor obra pública de la década de 2000.